# 聖盧卡斯山脈
7°40′0″N 74°12′0″W / 7.66667°N 74.20000°W
聖盧卡斯山脈（西班牙語：Serranía de San Lucas），是哥倫比亞的山脈，位於該國北部玻利瓦爾省，屬於安第斯山脈的一部分，面積16,000平方公里，最高點海拔高度2,700米。